# Honolulu
Honolulu (pronuncia italiana /onoˈlulu/; in inglese [ˌhɒnəˈluːluː], in hawaiano [honoˈlulu]) è la capitale e la città più popolosa delle Hawaii, 50º Stato degli Stati Uniti d'America, e si trova sulla costa sud-orientale dell'isola di Oahu, la quale appartiene interamente alla contea di Honolulu.
Si estende su un'area di 177,2 km² e ha una popolazione di 350 964 abitanti, circa un terzo della popolazione dell'intera contea, che è invece pari a 953 207. È formalmente soltanto un census-designated place, dato che la costituzione delle Hawaii non prevede l'esistenza di comuni.

## Geografia fisica

### Territorio
Honolulu è considerata la più remota al mondo tra le grandi città. Il punto più vicino alla terraferma è il faro di Point Arena in California, distante 2 045 miglia nautiche (3787 km). Alcune isole al largo della costa messicana e parte delle isole Aleutine risultano comunque più vicine rispetto alla terraferma.

### Clima
Honolulu ha un clima mite semiarido (BSh) secondo la classificazione dei climi di Köppen, gli inverni sono caldi e le precipitazioni piuttosto scarse soprattutto durante l'estate per via dell'effetto rainshadow. La media delle precipitazioni è infatti di 464,82 mm concentrati principalmente nei mesi da ottobre a marzo, per una media di 270 giorni di sole e 98 di pioggia.
| Dati climatici di Honolulu (NOAA) | Mesi | Mesi | Mesi | Mesi | Mesi | Mesi | Mesi | Mesi | Mesi | Mesi | Mesi | Mesi | Stagioni | Stagioni | Stagioni | Stagioni | Anno  |
| Dati climatici di Honolulu (NOAA) | Gen  | Feb  | Mar  | Apr  | Mag  | Giu  | Lug  | Ago  | Set  | Ott  | Nov  | Dic  | Inv      | Pri      | Est      | Aut      | Anno  |
| --------------------------------- | ---- | ---- | ---- | ---- | ---- | ---- | ---- | ---- | ---- | ---- | ---- | ---- | -------- | -------- | -------- | -------- | ----- |
| T. max. media (°C)                | 26,7 | 26,8 | 27,3 | 28,2 | 29,2 | 30,6 | 31,1 | 31,5 | 31,4 | 30,4 | 28,8 | 27,3 | 26,9     | 28,2     | 31,1     | 30,2     | 29,1  |
| T. min. media (°C)                | 19,1 | 18,9 | 19,8 | 20,8 | 21,6 | 23,0 | 23,6 | 23,9 | 23,6 | 23,0 | 21,9 | 20,2 | 19,4     | 20,7     | 23,5     | 22,8     | 21,6  |
| Precipitazioni (mm)               | 58,7 | 50,5 | 51,3 | 16,0 | 15,7 | 6,6  | 13,0 | 14,2 | 17,8 | 46,7 | 61,5 | 82,3 | 191,5    | 83,0     | 33,8     | 126,0    | 434,3 |
| Giorni di pioggia                 | 8,5  | 7,4  | 8,8  | 7,5  | 5,8  | 5,7  | 7,1  | 5,6  | 6,9  | 7,6  | 8,8  | 9,7  | 25,6     | 22,1     | 18,4     | 23,3     | 89,4  |

## Origini del nome
Il nome Honolulu significa baia (hono o hana) riparata. La città è infatti situata presso uno delle poche insenature naturali delle isole hawaiane.

## Storia
La popolazione prima del contatto moderno, avvenuto per la prima volta nel 1794 ad opera del capitano William Brown, non utilizzava porti, dato che le canoe si arenavano semplicemente sulle spiagge, ma dopo il contatto, le Hawaii furono utilizzate dall'industria della pesca con il sandolo e con la baleniera, cui conveniva ancorarsi in porti sicuri, fra cui Honolulu. Il porto naturale è dovuto alla mancanza di coralli alla foce del fiume Nu'uanu, ma è stato ampiamente ristrutturato negli anni.
Nel 1804 il re delle isole hawaiane, Kamehameha I (1758-1819), iniziatore dell'omonima dinastia, portò la capitale a Waikiki (oggi parte di Honolulu), e nel 1809 a Honolulu. Nel 1812 la capitale tornò ad essere Kailua-Kona, prima che Kamehameha III la spostasse definitivamente a Honolulu. La dinastia terminò nel 1895, insieme al regno delle Hawaii, quando l'ultima sovrana Liliuokalani dovette lasciare il trono per la costituzione della Repubblica delle Hawaii, annessa agli Stati Uniti tre anni dopo.
Durante la seconda guerra mondiale, il 7 dicembre 1941, nell'omonimo porto militare ebbe luogo l'attacco di Pearl Harbor, per effetto del quale il Giappone e gli Stati Uniti entrarono in guerra fra loro e contro i rispettivi alleati.

## Monumenti e luoghi d'interesse
- Acquario di Waikiki
- Ala Moana Center
- Aliʻiōlani Hale
- Aloha Tower
- Arboreto Lyon
- Baia di Hanauma
- Casa di George D. Oakley
- Diamond Head
- Honolulu Museum of Art
- Manoa Falls
- Museo Bernice Pauhai Bishop

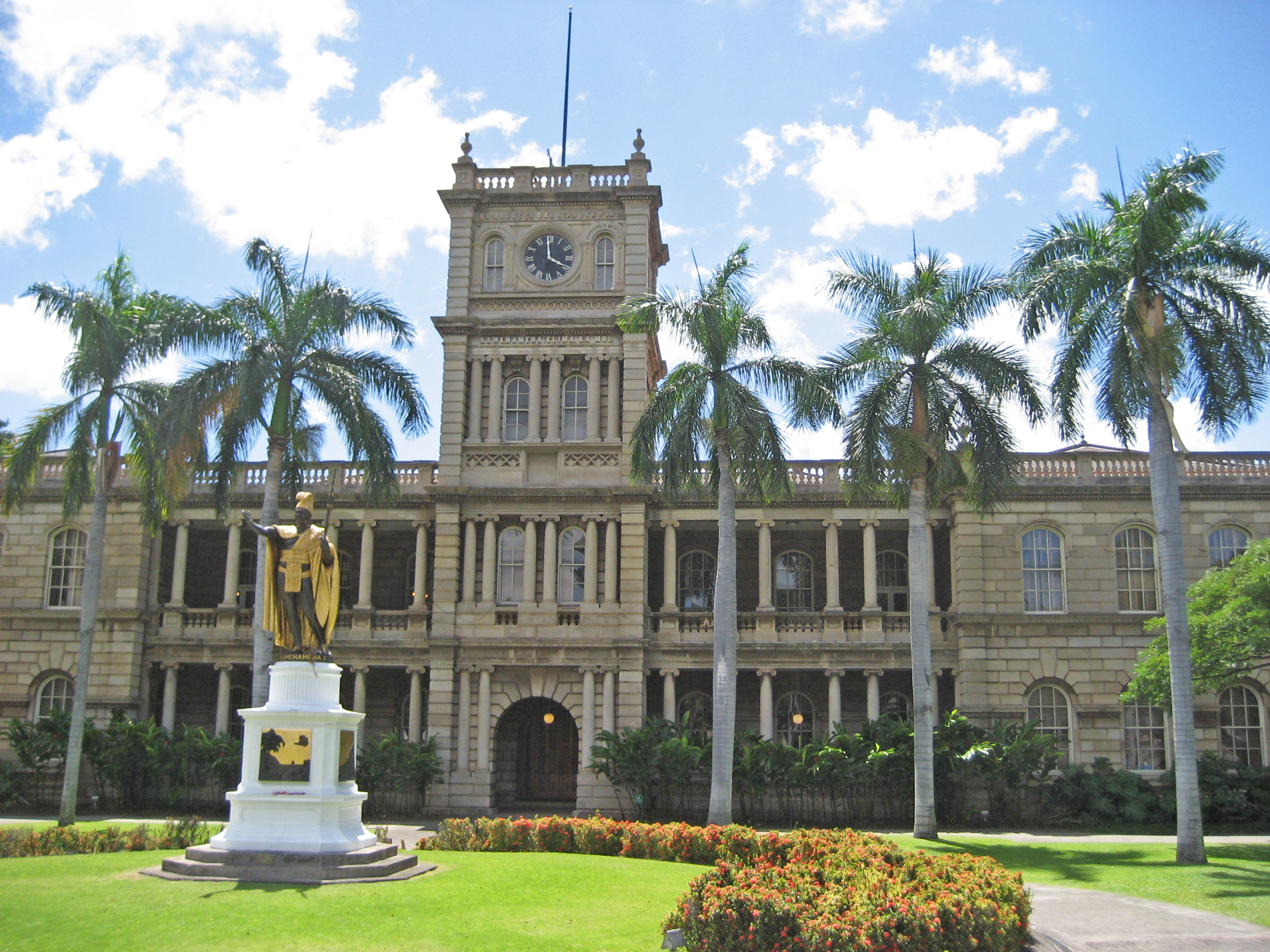
Lo Aliʻiōlani Hale

- National Memorial Cemetery of the Pacific
- Palazzo ʻIolani
- Pearl Harbor
- Waikiki
- Zoo di Honolulu

## Società

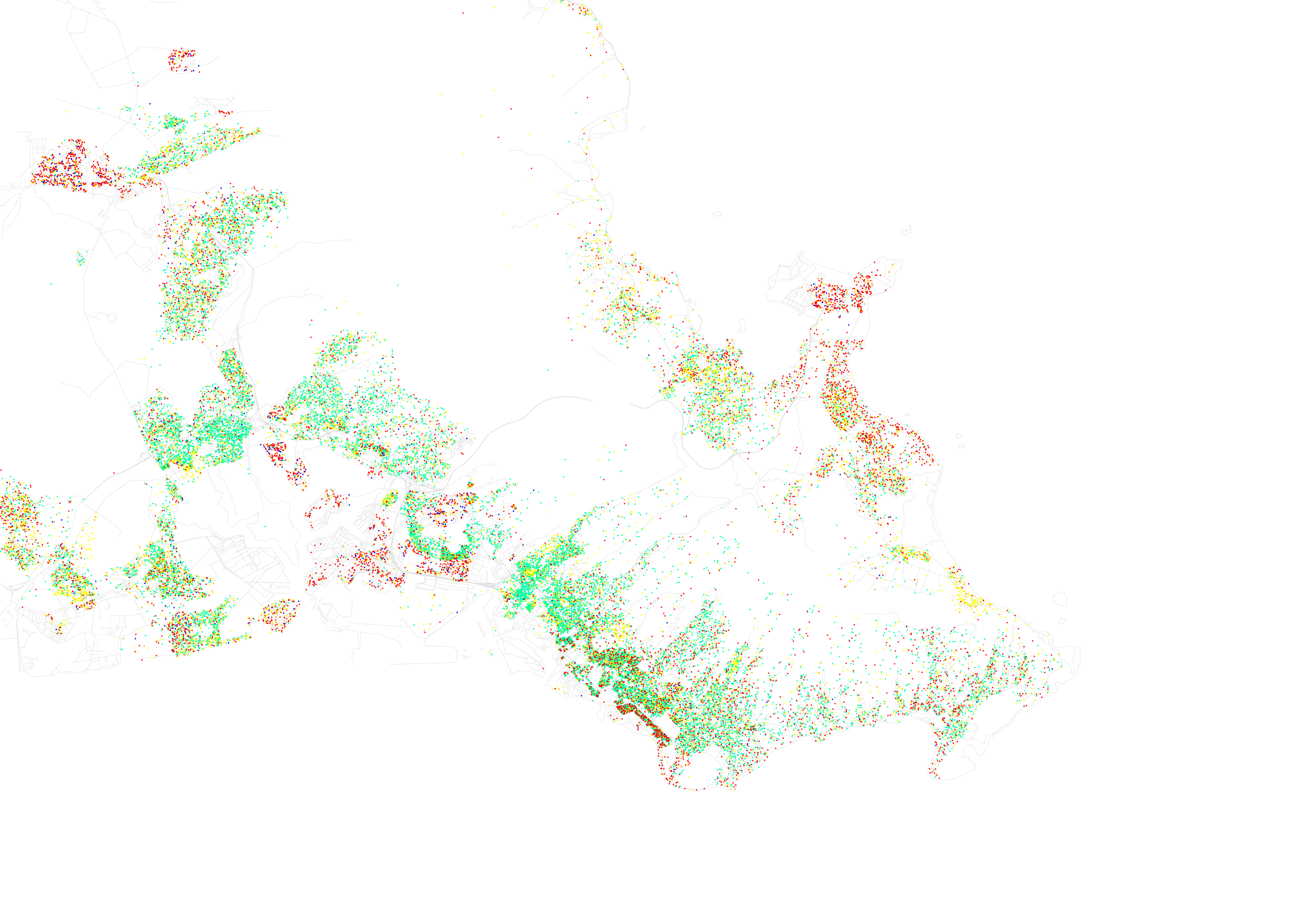
Mappa della distribuzione etnica di Honolulu secondo il censimento del 2010; ogni punto rappresenta 25 persone: bianchi, neri, asiatici, ispanici o altri (in giallo)

Secondo il censimento del 2010, la popolazione di Honolulu ammontava a 390 738 abitanti. Di questi, 192 781 (49,3%) era di sesso maschile e 197 957 (50.7%) di sesso femminile. L'età media maschile era di 40,0 anni mentre quella femminile era di 43,0 anni, per un'età media generale di 41,3 anni. Approssimativamente, l'84,7% della popolazione totale aveva 16 o più anni, l'82,6% 18 o più, il 78,8% 21 o più, il 21,4% 62 o più e 17,8% aveva 65 o più anni.

## Cultura

### Musei
- Museo Berenice Pauhai Bishop: di storia naturale ed etnologia;
- Contemporary Museum: espone arte contemporanea;
- Hawaii State Art Museum: espone arte hawaiana;
- Honolulu Museum of Art: espone arte europea, asiatica e locale.

## Geografia antropica
Convenzionalmente il nome di Honolulu si riferisce principalmente alla zona intorno al porto di Honolulu.

### Suddivisioni amministrative
Le rimanenti zone della città, alcune delle quali a carattere rurale, comprendono, in ordine orario dal centro:
- Kalihi
- Aiea
- Pearl Harbor
- Pearl City
- Waipahu
- Ewa Beach
- Waianae
- Makaha
- Haleiwa
- Kaneohe
- Kailua
- Waimanalo
- Hawaii Kai
- Kahala
- Kaimuki e
- Waikiki
- Kapalama
- Mililani: nella parte interna di Oahu
- Wahiawa: nella parte interna di Oahu.

## Economia

### Turismo

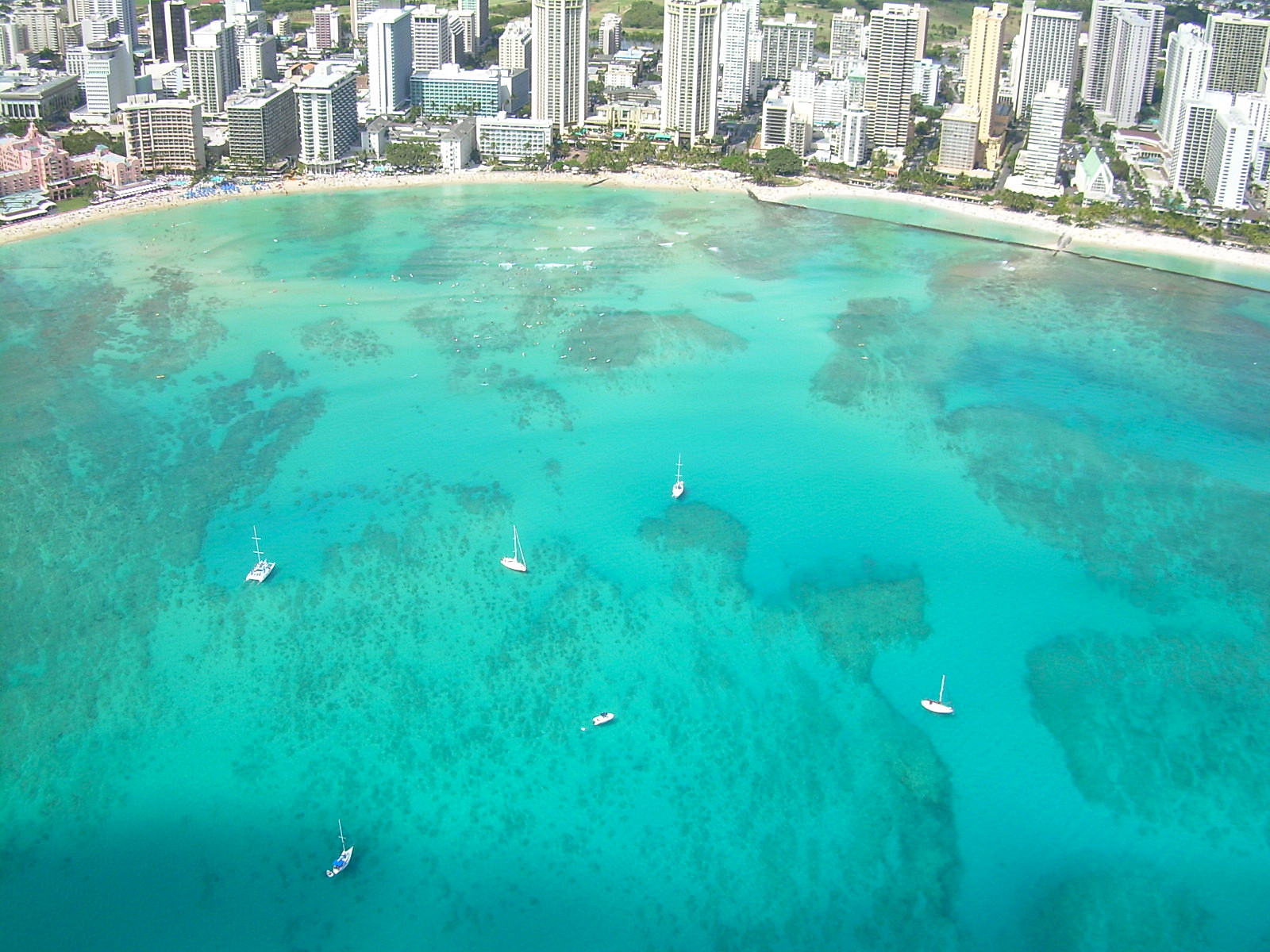
Grattacieli sul mare a Waikiki

Honolulu è una popolare destinazione turistica che prima della pandemia di COVID-19 vedeva l'arrivo di un numero di visitatori al giorno compreso tra i 10.000 e i 15.000.

## Infrastrutture e trasporti

### Aeroporti
L'Aeroporto Internazionale di Honolulu, noto anche come Daniel K. Inouye International Airport, è il principale scalo aeroportuale delle Hawaii. Incluso fra i 30 aeroporti più trafficati degli Stati Uniti, il suo traffico al 2018 supera i 20 milioni di passeggeri all'anno. Esso dispone di quattro piste tra cui la Reef Runway, lunga oltre 3,5 km e costruita artificialmente sul mare.

### Porti
Il porto di Honolulu, che è il principale delle Hawaii, gestisce ogni anno oltre 11 milioni di tonnellate di merci.

### Mobilità urbana

#### Autobus
Honolulu e il resto dell'isola di Oahu sono servite da una rete di autobus pubblici denominata TheBus. La rete conta complessivamente 101 linee. Al 2014, i passeggeri annuali erano 214.059, a cui si aggiungevano 2.895 passeggeri del servizio TheHandi-Van riservato a persone con particolari disabilità.

#### Metropolitana
La prima sezione della metropolitana di Honolulu, che collegherà l'area est di Kapolei all'Aloha Stadium, è attualmente in costruzione e dovrebbe essere aperta nel 2023. La seconda sezione dovrebbe collegare l'Aloha Stadium a Middle Street entro il 2031, mentre la terza sezione dovrebbe collegare Middle Street al centro commerciale Ala Moana Center entro il 2031.

## Relazioni internazionali

### Gemellaggi
- Baku
- Baguio
- Laoag
- Manila
- Mombasa
- San Juan[11]
- Seul
- Sintra
- Tokyo
- Vigan
- Caracas
- Zhongshan
- Uwajima
- Kaohsiung
- Bruyères
- Funchal
- Incheon
- Hué
- Hiroshima
- Andamane e Nicobare
- Kyzyl